# 埃丽卡·马林格尔
埃丽卡·马林格尔（德語：Erika Mahringer，1924年11月16日—2018年10月30日），奥地利女子高山滑雪运动员。她曾代表奥地利参加1948年和1952年冬季奥林匹克运动会高山滑雪比赛，获得二枚铜牌。